# Semi-marathon de Lille
Le semi-marathon de Lille est une compétition sportive de course à pied organisée par la Ligue Hauts-de-France d'athlétisme (LHDFA) qui se déroule en mars en plein cœur de Lille.

## Histoire
La première course sur route organisée à Lille date de 1980. Il s'agissait d'une épreuve exclusivement féminine créée par l'ASPTT Lille dans le cadre du Challenge National de la Société Avon. Il n'y avait à l'époque que deux courses : une sur 5 km, l'autre sur 10 km, dont le départ et l'arrivée avaient lieu sur la Grand Place. Seules trois éditions de cette manifestation ont vu le jour, la dernière se déroulant en 1982.

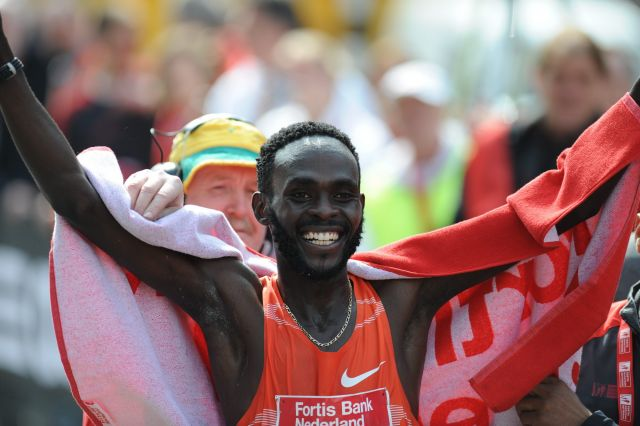
Duncan Kibet, vainqueur de la course en 2004

De 1986 à 1995, la course est un marathon. En 1995, le Championnat de France de semi-marathon s'est déroulé conjointement au marathon de Lille. C'est à partir de l'année suivante que la course a été réduite à un semi-marathon. Elle est à présent reconnue au plus haut niveau mondial du fait des performances réalisées lors des dernières éditions. Son parcours de 21,100 km a notamment enregistré trois records de France et un record du Monde Junior.
L'édition 2016 est annulée pour raison de sécurité par la préfecture à la suite de l'annulation de la braderie de Lille.
La course reprend en 2017 sur un parcours modifié. Celui-ci s'effectue désormais en intégralité sur le Grand Boulevard, le départ et l'arrivée étant situés sur le territoire de La Madeleine.
En raison de la pandémie de Covid-19, les éditions 2020 et 2021 sont consécutivement annulées au même titre que la braderie de Lille .
La course reprend une nouvelle fois en 2022, maintenant séparée de la traditionnelle braderie de Lille.  
Les 3 courses empruntent en majorité le Boulevard de la Liberté avec une arrivée commune Place de la République. Les parcours ont été conçus pour être extrêmement roulants.

## Programme
- 5 km (label national)
- 10 km (label national)
- Semi-marathon (label international)

## Palmarès

### Marathon
| Édition | Année | Hommes                 | Hommes   | Hommes          | Femmes           | Femmes   | Femmes          |
| Édition | Année | Athlète                | Pays     | Temps           | Athlète          | Pays     | Temps           |
| ------- | ----- | ---------------------- | -------- | --------------- | ---------------- | -------- | --------------- |
| 1re     | 1986  | Jacques Boxberger      | France   | 2 h 14 min 16 s | Chantal Langlacé | France   | 2 h 33 min 58 s |
| 2e      | 1987  | Luis Soares            | France   | 2 h 14 min 41 s | Chantal Langlacé | France   | 2 h 41 min 43 s |
| 3e      | 1988  | Helmut Stuhlpfarrer    | Autriche | 2 h 13 min 08 s | Fabiola Oppliger | Colombie | 2 h 42 min 25 s |
| 4e      | 1989  | Jean-Pierre Pietrement | France   | 2 h 14 min 11 s | Brigitte Olive   | France   | 2 h 45 min 15 s |
| 5e      | 1990  | Alexandre Rachide      | France   | 2 h 14 min 51 s | Fabiola Oppliger | Colombie | 2 h 37 min 46 s |
| 6e      | 1991  | Elisio Rios            | Portugal | 2 h 17 min 45 s | Lutsia Belyayeva | Russie   | 2 h 42 min 38 s |
| 7e      | 1992  | Gyula Borka            | Hongrie  | 2 h 13 min 15 s | Lutsia Belyayeva | Russie   | 2 h 35 min 46 s |
| 8e      | 1993  | Csaba Szűcs            | Hongrie  | 2 h 14 min 24 s | Alevtina Naumova | Russie   | 2 h 36 min 50 s |
| 9e      | 1994  | El Hadi Moumou         | France   | 2 h 14 min 53 s | Lutsia Belyayeva | Russie   | 2 h 43 min 55 s |
| 10e     | 1995  | Ronny Ligneel          | Belgique | 2 h 14 min 48 s | Yelena Sipatova  | Russie   | 2 h 36 min 21 s |

 Record de l'épreuve

### Semi-marathon
| Édition | Année | Hommes                                               | Hommes                                               | Hommes                                               | Femmes                                               | Femmes                                               | Femmes                                               |
| Édition | Année | Athlète                                              | Pays                                                 | Temps                                                | Athlète                                              | Pays                                                 | Temps                                                |
| ------- | ----- | ---------------------------------------------------- | ---------------------------------------------------- | ---------------------------------------------------- | ---------------------------------------------------- | ---------------------------------------------------- | ---------------------------------------------------- |
| 1re     | 1996  | Jean-Paul Gahimbaré                                  | Burundi                                              | 1 h 02 min 11 s                                      | Annette Sergent                                      | France                                               | 1 h 11 min 21 s                                      |
| 2e      | 1997  | John Gwako                                           | Kenya                                                | 1 h 01 min 10 s                                      | Jackline Torori                                      | Kenya                                                | 1 h 11 min 26 s                                      |
| 3e      | 1998  | Joseph Kibor                                         | Kenya                                                | 1 h 01 min 46 s                                      | Anne Njeri                                           | Kenya                                                | 1 h 12 min 43 s                                      |
| 4e      | 1999  | Phaustin Baha Sulle                                  | Tanzanie                                             | 1 h 00 min 38 s                                      | Zahia Dahmani                                        | France                                               | 1 h 12 min 38 s                                      |
| 5e      | 2000  | Abdellah Béhar                                       | France                                               | 1 h 01 min 30 s                                      | Nuţa Olaru                                           | Roumanie                                             | 1 h 11 min 08 s                                      |
| 6e      | 2001  | Driss El Himer                                       | France                                               | 1 h 02 min 08 s                                      | Hafida Gadi                                          | France                                               | 1 h 13 min 16 s                                      |
| 7e      | 2002  | Robert Cheboror                                      | Kenya                                                | 1 h 01 min 42 s                                      | Anastasia Ndereba                                    | Kenya                                                | 1 h 11 min 45 s                                      |
| 8e      | 2003  | Wilson Onsare                                        | Kenya                                                | 1 h 00 min 52 s                                      | Magdaline Chemjor                                    | Kenya                                                | 1 h 09 min 39 s                                      |
| 9e      | 2004  | Duncan Kibet                                         | Kenya                                                | 1 h 01 min 01 s                                      | Lenah Cheruiyot                                      | Kenya                                                | 1 h 10 min 15 s                                      |
| 10e     | 2005  | James Kibocha Theuri                                 | Kenya                                                | 1 h 00 min 54 s                                      | Merima Denboba                                       | Éthiopie                                             | 1 h 11 min 37 s                                      |
| 11e     | 2006  | Joseph Maregu                                        | Kenya                                                | 1 h 01 min 20 s                                      | Meriem Wangari                                       | Kenya                                                | 1 h 11 min 36 s                                      |
| 12e     | 2007  | Joseph Maregu                                        | Kenya                                                | 59 min 45 s                                          | Mary Keitany                                         | Kenya                                                | 1 h 08 min 43 s                                      |
| 13e     | 2008  | Tilahun Regassa                                      | Éthiopie                                             | 59 min 36 s                                          | Tigist Tufa                                          | Éthiopie                                             | 1 h 11 min 42 s                                      |
| 14e     | 2009  | Stephen Kibiwott                                     | Kenya                                                | 59 min 37 s                                          | Mary Keitany                                         | Kenya                                                | 1 h 07 min 00 s                                      |
| 15e     | 2010  | Wilson Kiprop                                        | Kenya                                                | 59 min 39 s                                          | Florence Kiplagat                                    | Kenya                                                | 1 h 07 min 40 s                                      |
| 16e     | 2011  | Geoffrey Kipsang Kamworor                            | Kenya                                                | 1 h 00 min 02 s                                      | Valentine Kipketer                                   | Kenya                                                | 1 h 08 min 21 s                                      |
| 17e     | 2012  | Ezekiel Chebii                                       | Kenya                                                | 59 min 05 s                                          | Flomena Chepchirchir                                 | Kenya                                                | 1 h 08 min 06 s                                      |
| 18e     | 2013  | Vincent Kipruto                                      | Kenya                                                | 1 h 00 min 39 s                                      | Diane Chepkemoi                                      | Kenya                                                | 1 h 10 min 14 s                                      |
| 19e     | 2014  | Mark Korir                                           | Kenya                                                | 1 h 00 min 46 s                                      | Rael-Kiyara Nguriatukei                              | Kenya                                                | 1 h 09 min 26 s                                      |
| 20e     | 2015  | Stephen Chebogut                                     | Kenya                                                | 1 h 00 min 18 s                                      | Peninah Arusei                                       | Kenya                                                | 1 h 08 min 56 s                                      |
|         | 2016  | L'édition 2016 a été annulée                         | L'édition 2016 a été annulée                         | L'édition 2016 a été annulée                         | L'édition 2016 a été annulée                         | L'édition 2016 a été annulée                         | L'édition 2016 a été annulée                         |
| 21e     | 2017  | Vincent Kipsang Rono                                 | Kenya                                                | 59 min 27 s                                          | Gladys Chesir                                        | Kenya                                                | 1 h 07 min 49 s                                      |
| 22e     | 2018  | Victor Chumo                                         | Kenya                                                | 1 h 00 min 03 s                                      | Antonina Kwambai                                     | Kenya                                                | 1 h 09 min 43 s                                      |
| 23e     | 2019  | Kandie Kibiwott                                      | Kenya                                                | 59 min 31 s                                          | Diana Chemtai                                        | Kenya                                                | 1 h 09 min 45 s                                      |
|         | 2020  | Édition annulée en raison de la pandémie de Covid-19 | Édition annulée en raison de la pandémie de Covid-19 | Édition annulée en raison de la pandémie de Covid-19 | Édition annulée en raison de la pandémie de Covid-19 | Édition annulée en raison de la pandémie de Covid-19 | Édition annulée en raison de la pandémie de Covid-19 |
|         | 2021  | Édition annulée en raison de la pandémie de Covid-19 | Édition annulée en raison de la pandémie de Covid-19 | Édition annulée en raison de la pandémie de Covid-19 | Édition annulée en raison de la pandémie de Covid-19 | Édition annulée en raison de la pandémie de Covid-19 | Édition annulée en raison de la pandémie de Covid-19 |
| 24e     | 2022  | Andrew Rotich Kwemoi                                 | Ouganda                                              | 59 min 37 s                                          | Zenebu Fikadu                                        | Éthiopie                                             | 1 h 06 min 57 s                                      |
| 25e     | 2023  | Patrick Mosin                                        | Kenya                                                | 59 min 31 s                                          | Emily Chebet                                         | Kenya                                                | 1 h 07 min 52 s                                      |
| 26e     | 2024  | Ezekiel Mutai                                        | Ouganda                                              | 1 h 00 min 43 s                                      | Susan Chembai                                        | Kenya                                                | 1 h 08 min 01 s                                      |

 Record de l'épreuve